# L'assassino fantasma
L'assassino fantasma o Il vuoto intorno (Viaje al vacío) è un film del 1969 diretto da Javier Setó.

## Trama
Per impadronirsi dei beni del marito e goderseli assieme al fratello gemello di questi, una donna complotta per spingere il consorte nel baratro della follia.